# Euchromius roxanus
Euchromius roxanus là một loài bướm đêm trong họ Crambidae.